# Новоодесский район
Новооде́сский райо́н (укр. Новоодеський район) — упразднённая административная единица в центре Николаевской области Украины. Административный центр — город Новая Одесса.

## География
Площадь 1428 км².
Основная река — Южный Буг.

## Демография
Население района составляет 32 719 человек (2019), в том числе в городских условиях проживают 11 903 человека.

## Административное устройство
Количество советов:
- городских — 1
- сельских — 17

Количество населённых пунктов:
- городов районного значения — 1
- сёл — 40
- посёлков сельского типа — 1

## Населённые пункты
Список населённых пунктов района находится внизу страницы
Ликвидированы:
- с. Добрянка (укр. Добрянка), ликв. 25.12.1997 г.
- с. Долгое (укр. Довге), ликв. в 1970-х годах
- с. Ивано-Захаровка (укр. Івано-Захарівка), ликв. в 1970-х годах
- пос. Матвеевка (укр. Матвіївка), включён в состав г. Николаева в 1996 году
- с. Кашперовское (укр. Кашперівське), ликв. в 1970-х годах
- с. Мирное (укр. Мирне), ликв. в 1970-х годах
- с. Новоивановка (укр. Новоіванівка), ликв. в 1970-х годах
- с. Новокрасовское (укр. Новокрасовське), ликв. 29.12.1987 г.
- с. Скоблик (укр. Скоблик), ликв. 29.12.1987 г.
- с. Червоный Пивень (укр. Червоний Півень), ликв. в 1970-х годах
- с. Ясное (укр. Ясне), ликв. в 1970-х годах